# Sam Levene
Sam Levene, nato Scholem Lewin (Russia, 28 agosto 1905 – New York, 28 dicembre 1980), è stato un attore statunitense di origine ebraico-russa.

## Biografia
La sua famiglia emigrò dalla Russia negli Stati Uniti quando Sam aveva solo due anni di età. 
Debuttò come attore di teatro a Broadway nel 1927 e proseguì anche nel cinema, pur non abbandonando mai il teatro della commedia di Broadway. Lavorò quivi anche come sceneggiatore, realizzando la commedia Three Men on a Horse (1935), che interpretò anche come attore cinematografico quando questa venne trasposta per il piccolo schermo l'anno successivo. 
Cantante occasionale, collaborò ad alcune commedie musicali come Guys and Dolls dal 1950 al 1953, dove interpretò la parte di Nathan Detroit, ruolo che, nel 1955, venne portato sullo schermo da Frank Sinatra in Bulli e pupe, la versione cinematografica diretta da Joseph L. Mankiewicz. Nel 1961, Levene interpretò il ruolo di Patsy in Let it Ride, musical tratto dalla già citata commedia Three Men on a Horse. In quello stesso anno, egli ottenne una candidatura al premio Tony Award per il miglior attore protagonista in uno spettacolo grazie alla sua partecipazione in The Devil's Advocate. 
Nel cinema, egli partecipò a quarantadue film americani, dal 1936 al 1979, tra i quali uno dei più noti è I gangsters (1946), diretto da Robert Siodmak, dove recitò accanto a Burt Lancaster e ad Ava Gardner. Con Lancaster aveva già recitato l'anno prima nella pièce A Sound of Hunting, e poi ancora l'anno successivo nel film  Forza bruta (1947), diretto da Jules Dassin.
Per la televisione, Levene partecipò tra il 1954 ed il 1977 a tredici serie televisive e a tre film.
Morì d'infarto a New York, all'età di 75 anni.

## Filmografia parziale

### Cinema

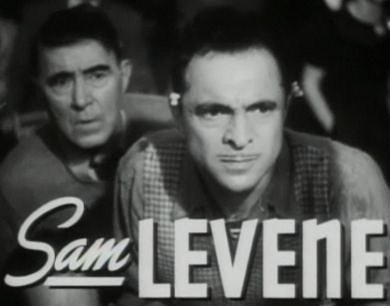
Sam Levene nel trailer di Sunday Punch (1942)

- The Talk of Hollywood, regia di Mark Sandrich (1929)
- Three Men on a Horse, regia di Mervyn LeRoy (1936)
- Dopo l'uomo ombra (After the Thin Man), regia di W. S. Van Dyke (1936)
- The Shopworn Angel, regia di Henry C. Potter (1938)
- Il terzo delitto (The Mad Miss Manton), regia di Leigh Jason (1938)
- Yellow Jack , regia di George B. Seitz (1938)
- Passione (Golden Boy), regia di Rouben Mamoulian (1939)
- L'ombra dell'uomo ombra (Shadow of the Thin Man), regia di W.S. Van Dyke (1941)
- Sunday Punch, regia di David Miller (1942)
- Grand Central Murder, regia di S. Sylvan Simon (1942)
- Dedizione (The Big Street), regia di Irving Reis (1942)
- Convoglio verso l'ignoto (Action in the North Atlantic), regia di Lloyd Bacon (1943)
- Il signore in marsina (I Dood It), regia di Vincente Minnelli (1943)
- Gung Ho! ('Gung Ho!': The Story of Carlson's Makin Island Raiders), regia di Ray Enright (1943)
- Prigionieri di Satana (The Purple Heart), regia di Lewis Milestone (1944)
- La vera gloria (The True Glory), regia di Garson Kanin e Carol Reed (1945)
- I gangsters (The Killers), regia di Robert Siodmak (1946)
- Odio implacabile (Crossfire), regia di Edward Dmytryk (1947)
- Forza bruta (Brute Force), regia di Jules Dassin (1947)
- A Likely Story, regia di H.C. Potter (1947)
- Pugno di ferro (Killer McCoy), regia di Roy Rowland (1947)
- Boomerang, l'arma che uccide (Boomerang), regia di Elia Kazan (1947)
- L'ultima sfida (The Babe Ruth Story), regia di Roy Del Ruth (1948)
- 25 minuti con la morte (Dial 1119), regia di Gerald Mayer (1950)
- Three Sailors and a Girl, regia di Roy Del Ruth (1953)
- Sesso debole? (The Opposite Sex), regia di David Miller (1956)
- Addio alle armi (A Farewell to Arms), regia di Charles Vidor (1957)
- I bassifondi del porto (Slaughter on Tenth Avenue), regia di Arnold Laven (1957)
- Piombo rovente (Sweet Smell of Success), regia di Alexander Mackendrick (1957)
- La donna del destino (Designing Woman), regia di Vincente Minnelli (1957)
- Kathy O', regia di Jack Sher (1958)
- Act One, regia di Dore Schary (1963)
- La stirpe degli dei (A Dream of Kings), regia di Daniel Mann (1969)
- Ma che razza di amici! (Such Good Friends), regia di Otto Preminger (1971)
- God Told Me to, regia di Larry Cohen (1976)
- Il campione (The Champ) , regia di Franco Zeffirelli (1979)
- Il segno degli Hannan (Last Embrace), regia di Jonathan Demme (1979)
- ...e giustizia per tutti (...And Justice for All), regia di Norman Jewison (1979)

### Televisione
- Douglas Fairbanks, Jr., Presents – serie TV, episodio 2x26 (1954)
- The Aquanauts – serie TV, episodio 1x09 (1960)

## Teatro
1927: Wall Street di James N. Rosenberg, con Arthur Hohl
1929: quartier generale di Hugh Satnislaus Stange
1930: The Man's Town di Willard Robertson, con Eduardo Ciannelli, Marjorie Main, Pat O'Brien, Willard Robertson
1931: Three Times the Hour di Valentine Davies
1931: Wonder Boy di Edward Chodorov e Arthur Barton, con Henry O'Neill, Gregory Ratoff
1932-1933: Pranzo alle otto Edna Ferber e George S. Kaufman (staging della stessa), Constance Collier, Paul Harvey, Cesar Romero, Conway Tearle (adattato per filmare nel 1933)
1934 Jack Giallo di Sidney Howard e Paul De Kruif, con Eduardo Ciannelli, Lloyd Gough, Robert Keith, Barton MacLane, Millard Mitchell, James Stewart (+ partecipazione al adattamento 1938 film, con lo stesso titolo: Vedere filmografia qui di seguito)
1934: Bella Spring Song e Sam Spewack, con Garson Kanin
1935 uomini Tre su un cavallo di John Cecil Holm e George Abbott (messa in scena di questi ultimi), con Shirley Booth, Garson Kanin, Millard Mitchell
1937-1938: Servizio in camera Allen Boretz e John Murray, diretto e prodotto da George Abbott, Eddie Albert, Betty Field (adattato al cinema nel 1938)
1939-1940: margine di errore di Clare Boothe Luce, diretto da Otto Preminger, con Leif Erickson, Bert Lytell, Otto Preminger (quest'ultimo anche diretto l'adattamento cinematografico, con lo stesso titolo nel 1943)
1945: A Sound of Hunting di Harry Brown, con Burt Lancaster, Frank Lovejoy
1948-1949: Light Up the Sky di (e diretto da) Moss Hart, con Virginia Field, Barry Nelson
1950-1953: Bulli e pupe (Guys and Dolls), musicali, musica e testi di Frank Loesser, Abe Burrows libretto e Jo Swerling, diretto da George S. Kaufman, coreografia di Michael Kidd, Robert Alda, Vivian Blaine, Stubby Kaye
1956: Allen's Hot Corner e Ruby Sully Boretz, con Don Murray (+ direttore)
1957-1958: Sam Locke's Fair Game
1958-1959: Make a Million di Norman Barasch e Carroll Moore
1959-1960: La Casa di cuori spezzati (Heartbreak House) George Bernard Shaw, Pamela Brown, Diane Cilento, Maurice Evans, Dennis Price, Alan Webb, Diana Wynyard
1960: La Bonne Soupe (La buona zuppa) Felicien Marceau, l'adattamento di Garson Kanin, diretto da Garson Kanin e André Barsacq, Diane Cilento, Ruth Gordon, Jules Munshin, Mildred Natwick, Ernest Truex
1961: The Devil dell'avvocato, adattamento, lo sviluppo e la fase di produzione e Dore Schary, basato su un romanzo di Morris L. West costume Theoni V. Aldredge, Eduardo Ciannelli, Leo Genn, Edward Mulhare
1961: Let It Ride, musicale, musica e testi di Jay Livingston e Ray Evans, Abram S. Ginnes libretto, dal pezzo pre-citato Tre uomini su un cavallo da George Abbott e John Cecil Holm
1962-1963: Seidmann e Figlio di Elick Moll
1964: Cafe Crown, musical, musica di Albert Hague, testi di Marty Brill, libretto di Hy Kraft, con Theodore Bikel
1964: The Last Analysis di Saul Bellow
1965: The Impossible Years di Robert Fisher e Arthur Marx
1966: Nathan Weinstein, Mystic, Connecticut di David Rayfiel
1969-1970: Tre uomini su un cavallo di John Cecil Holm e George Abbott (messa in scena di ciò), il recupero, con Paul Ford, Jack Gilford, Dorothy Loudon, Butterfly McQueen, Rosemary Prinz
1970: Parigi è fuori! di Richard Seff
1972-1974: The Sunshine Boys di Neil Simon, con Jack Albertson (adattato per il cinema nel 1975)
1974: Dreyfus (Dreyfus in Rehearsal) di Jean-Claude Grumberg, adattamento e messa in scena di Garson Kanin, con Ruth Gordon
1975-1976: La famiglia reale di George S. Kaufman e Edna Ferber, decorazioni Oliver Smith, Rosemary Harris (+ partecipazione nell'adattamento televisivo del 1977 con lo stesso titolo: vedi filmografia di seguito)
1980: Horowitz e Mrs. Washington di Henry Denker, diretto da Joshua Logan

## Doppiatori italiani
- Stefano Sibaldi in Il terzo delitto; I gangsters; Forza bruta
- Giorgio Capecchi in Odio implacabile
- Luigi Pavese in Boomerang - L'arma che uccide

## Spettacoli teatrali
- Guys and Dolls (Broadway, 24 novembre 1950)